# 大理凤仪机场

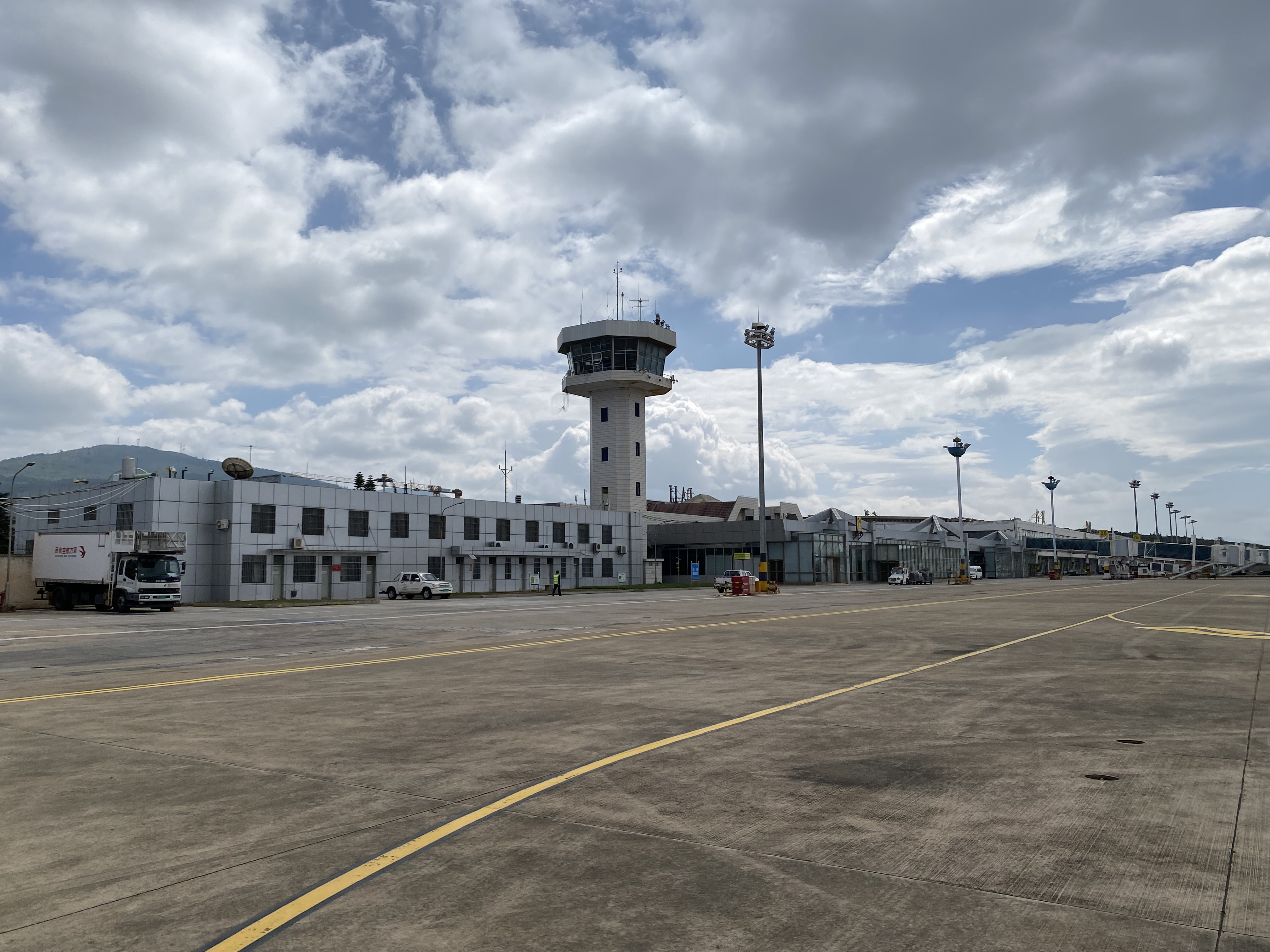
大理凤仪机场航站楼空侧

大理凤仪機場，简称大理机场，曾用名为“大理荒草坝机场”，是中國云南省大理市的一座国内支线民用机场、旅游机场，是祥鵬航空公司的樞紐港，坐落于凤仪镇，距离大理市城区直线距离约12公里。
大理机场于1995年11月28日正式通航，为中国第一个高海拔，高填方机场。总占地面积1,683,600平方米，飞行区等级为4C级，可供波音737-300，空中客车A319等中型以下机型起降。跑道长2,600米，宽45米，停机坪站坪面积56,880平方米，停机位10个；航站楼面积14,247平方米。
大理凤仪机场2021年全年旅客吞吐量达1,420,494人次，位居云南省机场第4位；货邮吞吐量达6,651,023千克，位居云南省第5位；起降航班达15,999架次，位居云南省第4位。

## 历史
1991年8月，大理机场建设开始现场踏勘工作，同年12月完成了《大理飞机场预可行性研究报告（代项目建议书）》，1992年4月14－19日，《预可行性研究报告（代项目建议书）》由中国国际工程咨询公司组织专家组评估通过，并于同年5月14日将评估意见上报国家计委。1992年7月3日，国家计委、中国人民解放军总参谋部将《关于新建云南大理民用机场的请示》上报国务院、中央军委，于当年8月2日获批复同意。
1992年10月12日，大理飞机场工程建设指挥部成立。根据大理州政府的请示，省政府于1993年11月15日批准大理机场开工建设。1994年10月14日，大理机场航站区工程举行奠基仪式暨开工典礼。1994年12月底，大理机场场道土石方工程在历时15个月的建设后基本完成。
1995年11月24日完成试飞，11月25－26日总体工程通过验收，工程质量被评为优良，11月28日正式通航。1996年1月12日，所有项目竣工验收，并移交给民航大理站管理使用。7月底完成工程决算，决算投资27,011.99万元。
2004年4月26日，云南机场集团公司成立，运营管理大理机场。同年11月5日，机场的政府资产移交云南机场集团。
2005年，为适应航空业务量增长的需要，云南机场集团投资1.4亿元对大理机场进行扩建，12月17日举行扩建开工庆典，同时祥鹏航空公司进驻大理机场。2007年启动改扩建工程，2009年扩建工程完工正式投入使用。
2019年12月31日，大理机场城市候机楼正式启用。
2022年6月15日，经中国民航局综合司批准，更名为大理凤仪机场。
2024年11月18日，大理机场经国家口岸管理办公室批复同意临时开放航空口岸。12月，大理机场列入中国240小时过境免签政策停留范围。2025年，机场陆续开通直飞吉隆坡、河内、新加坡、曼谷、胡志明、香港6条航线，临时开放口岸期间航线均以包机模式执飞。

## 数据
请参阅源Wikidata查询.

## 航点

### 境內航線
2023年冬春航季
| 航空公司     | 目的地                                                                               |
| ------------ | ------------------------------------------------------------------------------------ |
| 中国国际航空 | 北京-首都、成都-天府、重庆                                                           |
| 中国东方航空 | 北京-大兴、长沙、成都-天府、福州、杭州、昆明、南京、上海-虹桥、上海-浦东、武汉、西安 |
| 中国南方航空 | 长沙、广州、深圳                                                                     |
| 祥鹏航空     | 泸州、绵阳、南昌、宁波、武汉、西双版纳、郑州                                         |
| 四川航空     | 成都-天府                                                                            |
| 重庆航空     | 成都-天府、重庆、广州                                                                |
| 西藏航空     | 成都-双流、重庆、杭州、西安、昭通                                                    |

### 港澳台/國際航線
| 航空公司 | 目的地                                      |
| -------- | ------------------------------------------- |
| 西部航空 | 香港（包機）、新加坡（包機）、曼谷/蘇凡納布 |
| 祥鹏航空 | 吉隆坡、河內                                |